# Nélson Oliveira (cyclisme)
Pour les articles homonymes, voir Nélson Oliveira et Oliveira.
Nélson Oliveira (né le 6 mars 1989 à Vilarinho do Bairro) est un coureur cycliste portugais membre de l'équipe Movistar. Champion du Portugal sur route en 2014, champion du Portugal du contre-la-montre à quatre reprises, il a remporté la médaille d'argent de cette spécialité aux championnats du monde espoirs de 2009. Il a également remporté une étape du Tour d'Espagne 2015.

## Biographie

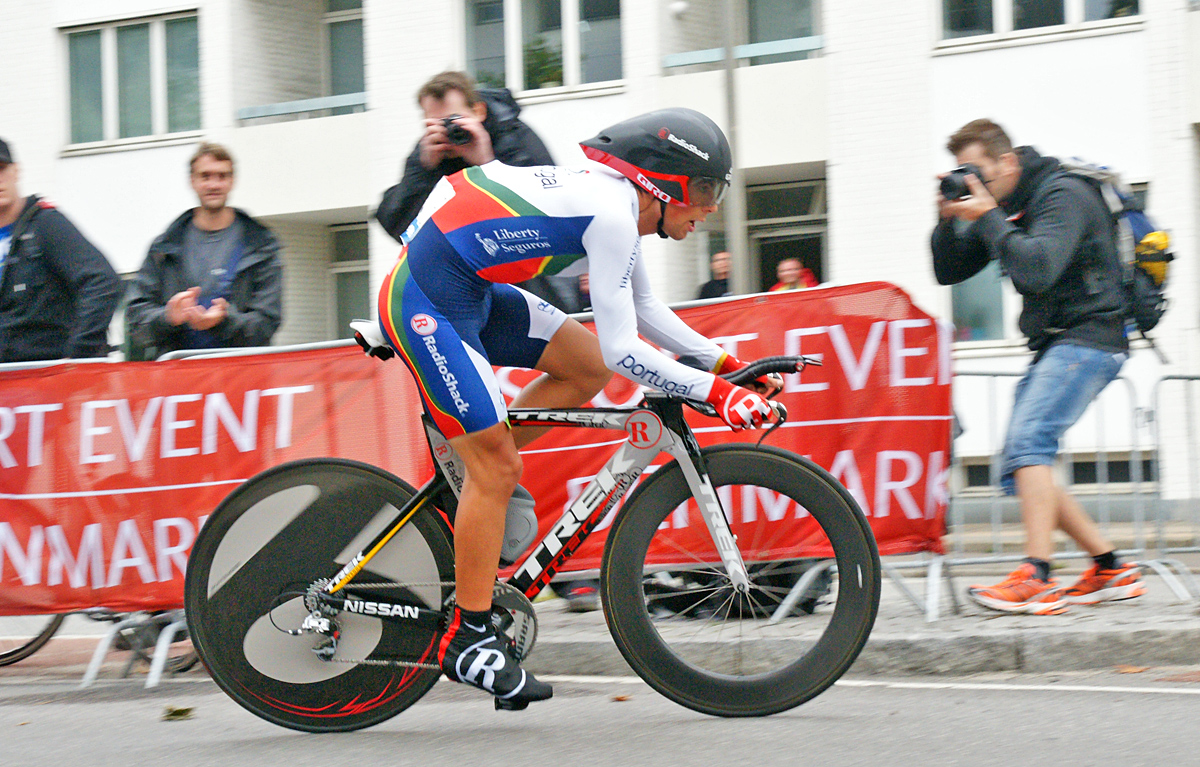
Oliveira avec la maillot du Portugal lors du championnat du monde du contre-la-montre 2011.

Nélson Filipe Santos Simões Oliveira naît le 6 mars 1989. Son père a été cycliste durant sa jeunesse et a participé à plusieurs Tours du Portugal. Nélson Oliveira commence le cyclisme à l'âge de 14 ans, en 2003, et gagne sa première course en 2004. Cette année-là, il remporte le championnat du Portugal du contre-la-montre en catégorie débutants. Il remporte ce titre en 2006 en catégorie juniors, et en 2008, 2009 et 2010 en catégorie espoirs.
En 2009, Nélson Oliveira court dans l'équipe amateur espagnole Artesania de Galicia-Cidade de Lugo, du club cycliste de Lugo, en Galice,. Il est sélectionné en équipe du Portugal des moins de 23 ans. Avec elle, il dispute le Tour de l'Avenir et les championnats du monde sur route, où il obtient la médaille d'argent du contre-la-montre espoirs (moins de 23 ans), battu de 19 secondes par Jack Bobridge.
En 2010, Nélson Oliveira devient coureur professionnel au sein de l'équipe continentale professionnelle Xacobeo Galicia. Il est toujours sélectionné en équipe nationale espoirs. Il obtient ainsi deux médailles aux championnats d'Europe dans cette catégorie : l'argent lors de la course en ligne et le bronze lors du contre-la-montre. Il est également deuxième du Grand Prix du Portugal, manche de l'UCI Coupe des Nations U23. À la fin de la saison, il est de nouveau sélectionné pour participer au championnat du monde dans la catégorie espoirs à Melbourne, en Australie. Il prend cette fois la quatrième place de l'épreuve contre-la-montre, et la 23e place de la course en ligne.
En 2011, il s'engage avec la formation américaine RadioShack, créée l'année précédente autour de Lance Armstrong. En juin, il participe au Tour de Suisse et termine quatrième du contre-la-montre de la neuvième étape, derrière le Suisse Fabian Cancellara et ses équipiers Andreas Klöden et Levi Leipheimer. Il devient champion du Portugal du contre-la-montre le 24 juin.
En 2012, le coureur de l'équipe RadioShack-Nissan se classe troisième du Circuit de la Sarthe.
En 2014, Nélson Oliveira s'engage en faveur de la formation italienne Lampre-Merida. Il s'adjuge les titres de champion du Portugal sur route et de champion du Portugal du contre-la-montre. Il participe aussi pour la première fois au Tour de France et finit l'épreuve à la 87e place du classement général. En fin de saison ses dirigeants prolongent son contrat d'un an.
Il est de nouveau champion du Portugal du contre-la-montre en 2015 et participe une seconde fois au Tour de France. Oliveira est sélectionné pour le contre-la-montre et la course en ligne des championnats du monde de Richmond. Il dispute la course en ligne en compagnie de Rui Costa et José Gonçalves. En fin de saison il signe un contrat avec l'équipe Movistar.
Fin juillet 2019, il est présélectionné pour représenter son pays aux championnats d'Europe de cyclisme sur route.
En fin de contrat avec Movistar en décembre 2023, l'équipe annonce en octobre la prolongation de celui-ci jusqu'en fin d'année 2025.

## Palmarès et classements mondiaux

### Palmarès amateur
- 2004
  -  Champion du Portugal du contre-la-montre cadets
  - 2e du championnat du Portugal sur route cadets
- 2005
  - 3e du championnat du Portugal sur route cadets
- 2006
  -  Champion du Portugal du contre-la-montre juniors
  - Tour du Portugal juniors :
    - Classement général
    - 4e étape (contre-la-montre)
- 2007
  - 3ea étape du Tour de Valladolid juniors (contre-la-montre)
  - 2e du championnat du Portugal du contre-la-montre juniors
  - 3e du Tour de Valladolid juniors
- 2008
  -  Champion du Portugal du contre-la-montre espoirs
  - 3e du Tour de Madère
- 2009
  -  Champion du Portugal du contre-la-montre espoirs
  - 6e étape du Tour de Madère
  -  Médaillé d'argent au championnat du monde du contre-la-montre espoirs
- 2010
  -  Champion du Portugal du contre-la-montre espoirs
  - 2e du Grand Prix du Portugal
  -  Médaillé d'argent au championnat d'Europe du contre-la-montre espoirs
  -  Médaillé de bronze au championnat d'Europe sur route espoirs
  - 4e du championnat du monde du contre-la-montre espoirs

### Palmarès professionnel
| - 2011 - Champion du Portugal du contre-la-montre - 2012 - 3e du Circuit de la Sarthe - 2014 - Champion du Portugal sur route - Champion du Portugal du contre-la-montre - 7e du championnat du monde du contre-la-montre - 2015 - Champion du Portugal du contre-la-montre - 13e étape du Tour d'Espagne - 2016 - Champion du Portugal du contre-la-montre - 2e du championnat du Portugal sur route - 3e du Tour du Poitou-Charentes - 4e du championnat d'Europe du contre-la-montre - 7e du contre-la-montre des Jeux olympiques | - 2017 - 4e du championnat du monde du contre-la-montre - 2018 - 5e du championnat du monde du contre-la-montre - 2019 - Médaillé d'argent du contre-la-montre des Jeux européens - 8e du championnat du monde du contre-la-montre - 2021 - 2e du Tour de la Communauté valencienne - 2022 - 8e du championnat du monde du contre-la-montre - 2023 - 6e du championnat du monde du contre-la-montre - 6e du championnat d'Europe du contre-la-montre - 2024 - 7e du contre-la-montre des Jeux olympiques |  |

### Résultats sur les grands tours

#### Tour de France
9 participations
- 2014 : 87e
- 2015 : 47e
- 2016 : 80e
- 2019 : 79e
- 2020 : 55e
- 2022 : 52e
- 2023 : 53e
- 2024 : 51e
- 2025 : 74e

#### Tour d'Italie
3 participations
- 2012 : 64e
- 2013 : 81e
- 2021 : 27e

#### Tour d'Espagne
10 participations
- 2011 : 118e
- 2015 : 21e, vainqueur de la 13e étape
- 2017 : 47e
- 2018 : 71e
- 2019 : 46e
- 2020 : 39e
- 2021 : 72e
- 2022 : 37e
- 2023 : 53e
- 2024 : 73e

### Classements mondiaux
| Année                                 | 2009 | 2010 | 2011 | 2012 | 2013 | 2014 | 2015 | 2016 | 2017  | 2018 | 2019 | 2020 | 2021 | 2022 | 2023 | 2024 |
| ------------------------------------- | ---- | ---- | ---- | ---- | ---- | ---- | ---- | ---- | ----- | ---- | ---- | ---- | ---- | ---- | ---- | ---- |
| UCI World Tour                        |      |      | 219e | nc   | nc   | nc   | 116e | 183e | 239e  | 250e |      |      |      |      |      |      |
| Classement mondial                    |      |      |      |      |      |      |      | 189e | 330e  | 313e | 235e | 218e | 176e | 421e | 286e | 304e |
| UCI Europe Tour                       | 727e | 101e |      |      |      |      |      | 182e | 1140e | 843e | 195e | 182e | 151e | 336e | nc   | nc   |
| UCI Asia Tour                         | nc   | nc   |      |      |      |      |      | 469e | 516e  | nc   |      |      |      |      |      |      |
| UCI America Tour                      | nc   | nc   |      |      |      |      |      | 64e  | nc    | nc   |      |      |      |      |      |      |
| UCI Oceania Tour                      | nc   | 55e  |      |      |      |      |      | nc   | nc    | nc   |      |      |      |      |      |      |
|                                       |      |      |      |      |      |      |      |      |       |      |      |      |      |      |      |      |
| Légende : nc = non classéSource : UCI |      |      |      |      |      |      |      |      |       |      |      |      |      |      |      |      |